# Artur Markowicz
Artur Markowicz (sinh năm 1872 – mất năm 1934) là một họa sĩ chủ nghĩa hiện thực và nghệ sĩ đồ họa người Ba Lan gốc Do Thái. Ông sinh tại quận Podgórze, Kraków, Ba Lan. Ông nổi tiếng với những bức tranh vẽ bằng phấn tiên phong cảnh đường phố của quận lịch sử Kazimierz, nơi người Do Thái cư ngụ và hiện là một trong những quận trung tâm lớn nhất của Kraków. Các tác phẩm của ông được triển lãm thường trực tại Bảo tàng Quốc gia ở Gdańsk, Kraków, Warsaw và trong các bảo tàng nhà nước khác ở Ba Lan và Israel.

## Tiểu sử
Artur Markowicz sinh ra trong một gia đình thương nhân. Lúc bắt đầu vào đại học, ông là sinh viên ngành kỹ thuật, nhưng ông sớm từ bỏ và quyết định chuyển sang ngành hội họa. Ông làm học trò của các giáo sư Leopold Loeffler, Florian Cynk và Jan Matejko tại Học viện Mỹ thuật Kraków trong giai đoạn 1886–1895. Từ năm 1896 đến năm 1903, ông sống ở Đức và học mỹ thuật tại Học viện Mỹ thuật, Munich, làm học trò của họa sĩ Franz Stuck. Sau đó, ông đến Paris và hoàn thành chương trình học tại École des Beaux-Arts. Tại đây, ông làm học trò của họa sĩ Jean-Léon Gerome. Ông cũng triển lãm các tác phẩm của mình tại các phòng triển lãm ở Paris vào các năm 1900, 1901, 1903 và 1904.
Markowicz trở lại Kraków vào năm 1904 và mở một xưởng vẽ ở quận lịch sử Kazimierz. Ông đến Jerusalem trong hai năm 1907–1908. Lúc này, Học viện Bezalel mới được thành lập. Trong sáu năm sau đó, ông du lịch đến các khu vực khác của châu Âu. Ông cũng là thành viên của "Hội những người bạn Mỹ thuật Kraków" và "Hội Khuyến khích Mỹ thuật". Từ năm 1930, ông làm Chủ tịch danh dự của "Hiệp hội Khuyến khích Mỹ thuật Do Thái".
Những bức tranh về người Do Thái và các nghiên cứu về nhân vật của ông cho thấy sự độc đáo đặc biệt trong phong cách của ông. Phong cách của ông thể hiện chủ nghĩa tượng trưng có pha các yếu tố của chủ nghĩa biểu hiện. Markowicz mất tại Kraków vào năm 1934, hưởng thọ 62 tuổi. Ông được chôn cất tại Nghĩa trang Do Thái mới ở địa phương.

## Tranh tiêu biểu

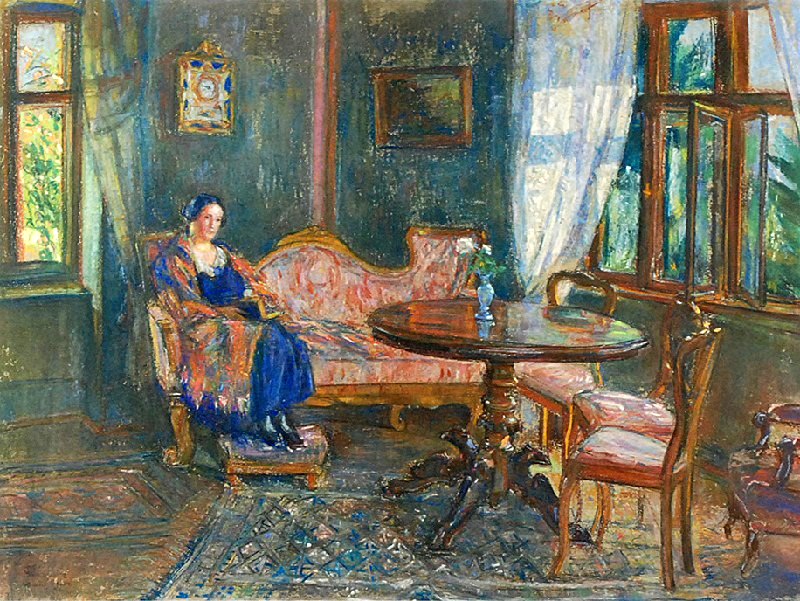
Chân dung vợ
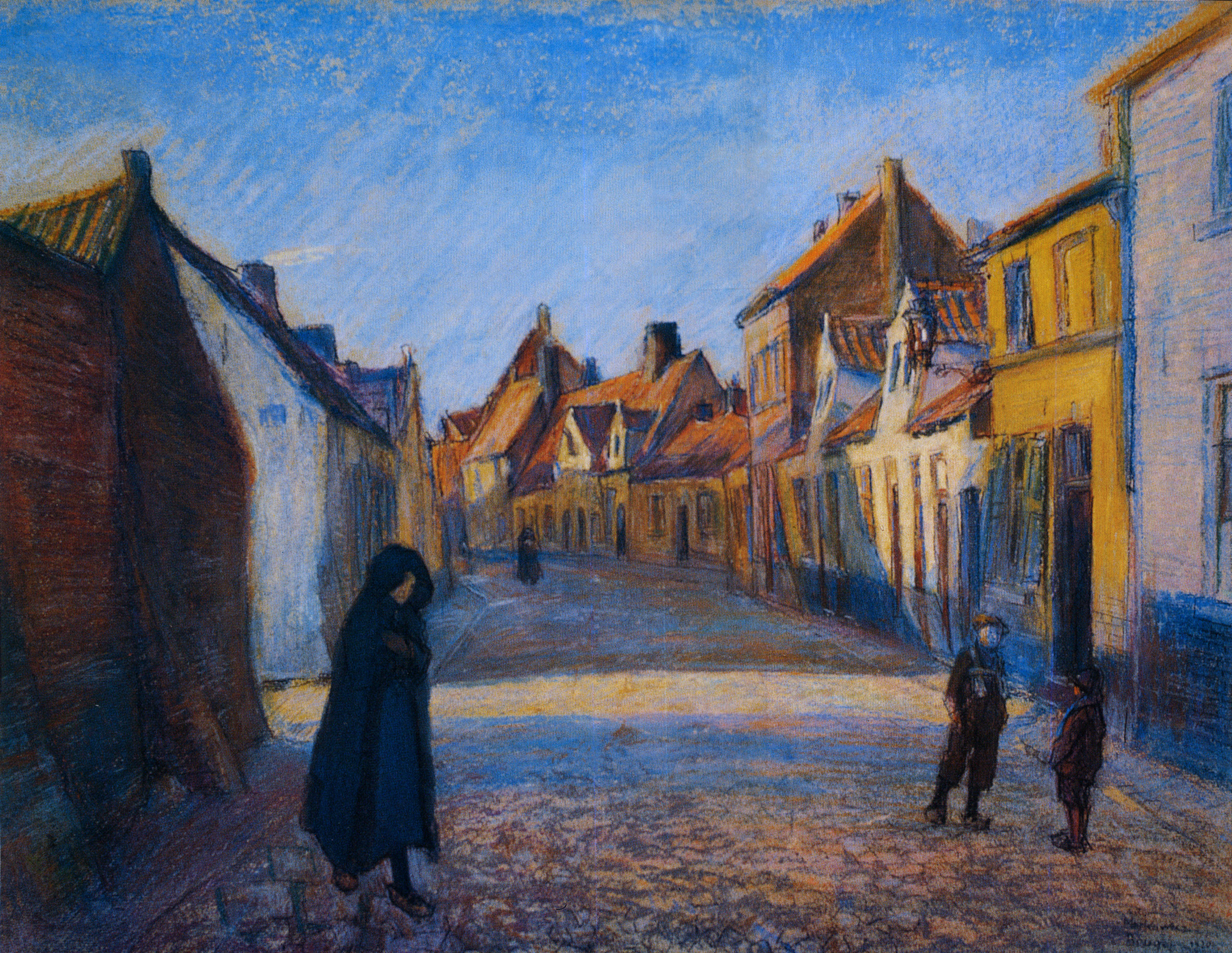
Tia nắng mặt trời trên Phố Brugge
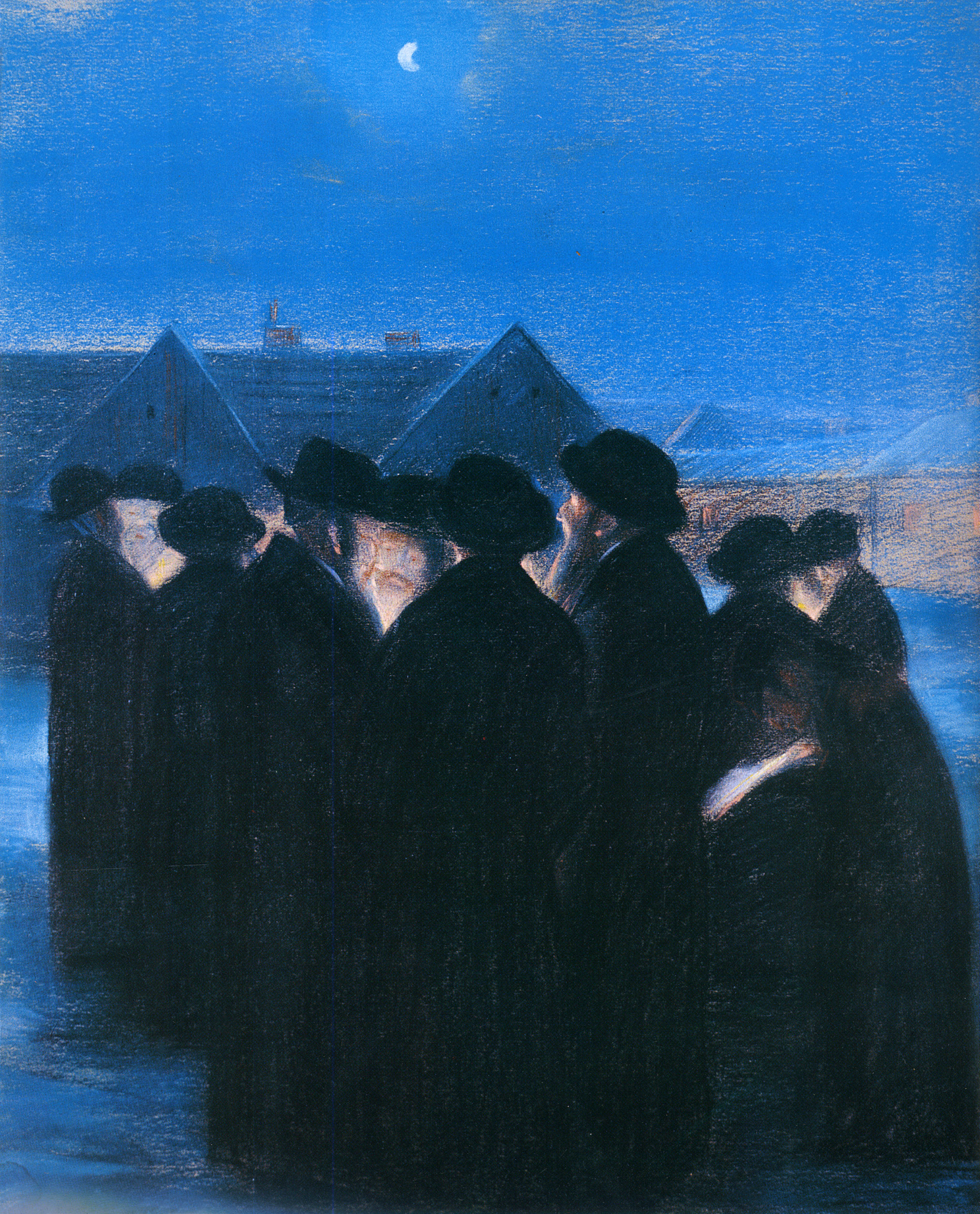
Phước lành của trăng non
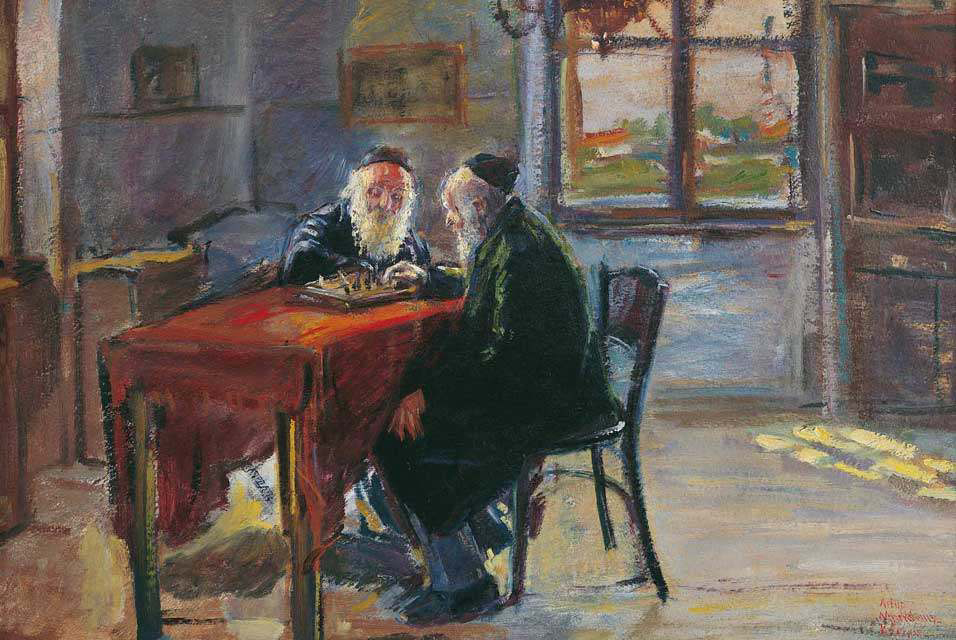
Người chơi cờ